# Pardosa paracolchica
Pardosa paracolchica este o specie de păianjeni din genul Pardosa, familia Lycosidae, descrisă de Alexander A. Zyuzin și Dmitri Viktorovich Logunov în anul 2000. Conform Catalogue of Life specia Pardosa paracolchica nu are subspecii cunoscute.